# Prefettura di Iwate
Iwate (岩手県?, Iwate-ken) è una prefettura giapponese di circa 1,2 milioni di abitanti, con capoluogo a Morioka. Si trova nella regione di Tōhoku, sull'isola di Honshū, ed è la seconda prefettura per superficie del Giappone dopo l'Hokkaidō.
Iwate si trova sull'angolo nord orientale della regione del Tōhoku, sull'isola di Honshū, e al suo interno si trova il punto più a oriente dell'isola. Confina con le prefetture di Akita, Aomori e Miyagi. Fra le attrazioni più famose sono da citare i templi buddhisti di Hiraizumi con i loro tesori, il castello di Morioka e il parco Tenshochi a Kitakami, famoso per uno dei più grandi e vecchi ciliegi del Giappone.
Fino al 26 settembre 2011 ne ha fatto parte anche il distretto di Higashiiwai, da tale data inglobato nell'attuale prefettura.

## Nome
Esistono diverse teorie sull'origine del nome di Iwate, ma la più famosa riconduce al racconto popolare di 'Oni no tegata', associato al santuario delle "Tre Rocce" Mitsuishi a Morioka. Secondo la leggenda, quando il monte Iwate eruttò, le tre rocce vennero scaraventate nella città di Morioka. Per placare l'ira del demone delle montagne, gli abitanti chiesero protezione agli spiriti di Mitsuishi, che obbligarono il demone a promettere di non infastidire più le persone. Come segno della sua promessa, il demone lasciò un'impronta della sua mano sulle rocce, e da qui il nome di Iwate, letteralmente "mano di roccia".

## Infrastrutture e trasporti
Lungo la direttrice nord-sud passa la linea ad alta velocità del Tōhoku Shinkansen, nonché diverse linee a carattere locale.